# Hermine de Graaf
Hermine de Graaf-Jonkers (Winschoten, 13 maart 1951 – Buinen, 24 november 2013) was een Nederlandse schrijfster.
Ze studeerde Nederlandse taal- en letterkunde aan de Universiteit van Amsterdam en gaf Nederlandse les aan het voormalige Boschveldcollege (HAVO/VWO) in Venray. In 1984 debuteerde ze met de verhalenbundel Een kaart, niet het gebied, bekroond met de Geertjan Lubberhuizenprijs voor het beste debuut. De meeste verhalen uit deze bundel waren eerder verschenen in Hollands Maandblad. Vanaf 1985 wijdde De Graaf zich fulltime aan het schrijverschap. Haar doorbraak bij het grote publiek was de verhalenbundel Aanklacht tegen onbekend (1987), genomineerd voor de AKO-literatuurprijs en bekroond met de F. Bordewijkprijs. Boven de recensie in het Algemeen Dagblad stond de kop 'Meesterschap van Hermine de Graaf'. De thematiek in deze bundel was veelzijdiger dan die in de twee eerste. Waar ze tot dan toe het accent in haar verhalen had gelegd op de 'bokkige puberziel' van haar personages, betrok ze in Aanklacht tegen onbekend niet alleen andere personages, maar ook het landschap erbij. Dit wordt treffend geïllustreerd in het verhaal 'In verzekerde bewaring'. Tijdens een schaatstocht in een onheilspellend peellandschap drijft een meisje samen met een aantal vrienden haar verkrachter in een wak. 
Na deze succesvolle derde verhalenbundel legde De Graaf zich toe op langer werk. Haar novelle De regels van het huis (1987) en eerste roman Stella Klein (1990) oogstten nog veel lof, maar de waardering voor haar latere romans nam duidelijk af. Daar kwam bij dat haar vaste redacteur bij uitgeverij Meulenhoff, Wouter Tieges, in 1997 overleed. Met haar nieuwe redacteur klikte het minder goed en de samenwerking verslechterde. In 2001 stapte Hermine de Graaf over naar uitgeverij De Geus, op uitnodiging van de daar werkzame redacteur Reinjan Mulder. Een jaar later verscheen haar laatste roman, Mijn moeder en de duif - of hoe ik met schaatsen stopte.

## Persoonlijk leven
Hermine Jonkers wordt geboren in Winschoten als dochter van een rector die er strenge huiselijke regels op nahoudt.  Ze ontfermt zich al snel over haar geestelijk gehandicapte zusje Mieke, voor wie ze verhalen schrijft en voorleest. Haar literaire voorbeeld is dan Josepha Mendels. Ze noemde de roman Rolien en Ralien 'misschien wel het boek dat haar heeft doen besluiten schrijfster te worden'. Mendels beschrijft daarin hoe een meisje zich ongewenst voelt, omdat de ouders van het personage liever een zoon hadden gehad. Op haar zestiende ontmoet De Graaf haar toekomstige man, de psychiater Ted de Graaf. Hermine de Graaf werd gedurende haar carrière belemmerd door een oogkwaal, waardoor ze fel licht slecht verdroeg. Ze hield van het buitenleven en onttrok zich aan het literaire wereldje en de grachtengordel. In 2013 overleed ze in Buinen aan kanker.